# Bualintur
Bualintur est un village de l'île de Skye au Highland en Écosse.